# Вулиця Героїв Маріуполя (Київ)
Ву́лиця Геро́їв Маріу́поля — вулиця в Голосіївському районі міста Києва, житловий масив Теремки-ІІ. Пролягає від вулиці Василя Касіяна до вулиці Докії Гуменної.
Прилучається вулиця Професора Балінського.

## Історія
Вулиця запроєктована під назвою Нова № 2. 1977 року отримала назву вулиця Маршала Якубовського на честь Маршала Радянського Союзу Івана Якубовського.
Забудова вулиці відбулась впродовж 1978  — 1981 років, переважно складається з серійних багатоповерхових будинків серій БПС-6, 96, 134, КТУ. Лише один житловий будинок під номером 4 зведений пізніше, а саме у 2004 році.
У 1980 році прокладено тролейбусну лінію.
У 2001 році на вулиці з'явився сквер «споріднених міст на честь дружби Києва та Москви», тоді ж встановлено пам'ятаний знак, що неодноразово обливали фарбою на знак протесту. У 2021 році пам'ятник врешті було знесено, а наступного року Київська міська рада перейменувала сквер на честь Героїв Маріуполя.
Сучасна назва вулиці на честь героїзму і самопожертви захисників українського міста Маріуполь під час російського вторгнення — з серпня 2022 року.

## Установи та заклади
- Поліклініка Голосіївського району № 2 (буд. № 6)
- Аптека № 64 КП «Фармація» (буд. № 6)
- Дитяча юнацька спортивна школа № 15 (буд. № 7-А)
- Загальноосвітня школа № 260 (буд. № 7-Б)
- Загальноосвітня школа № 220 (буд. № 7-Г)
- Загальноосвітня школа № 227 (буд. № 7-Д)
- Дошкільний навчальний заклад №642 (буд. № 1Б)
- Музична школа № 8 (буд. № 7-Д)

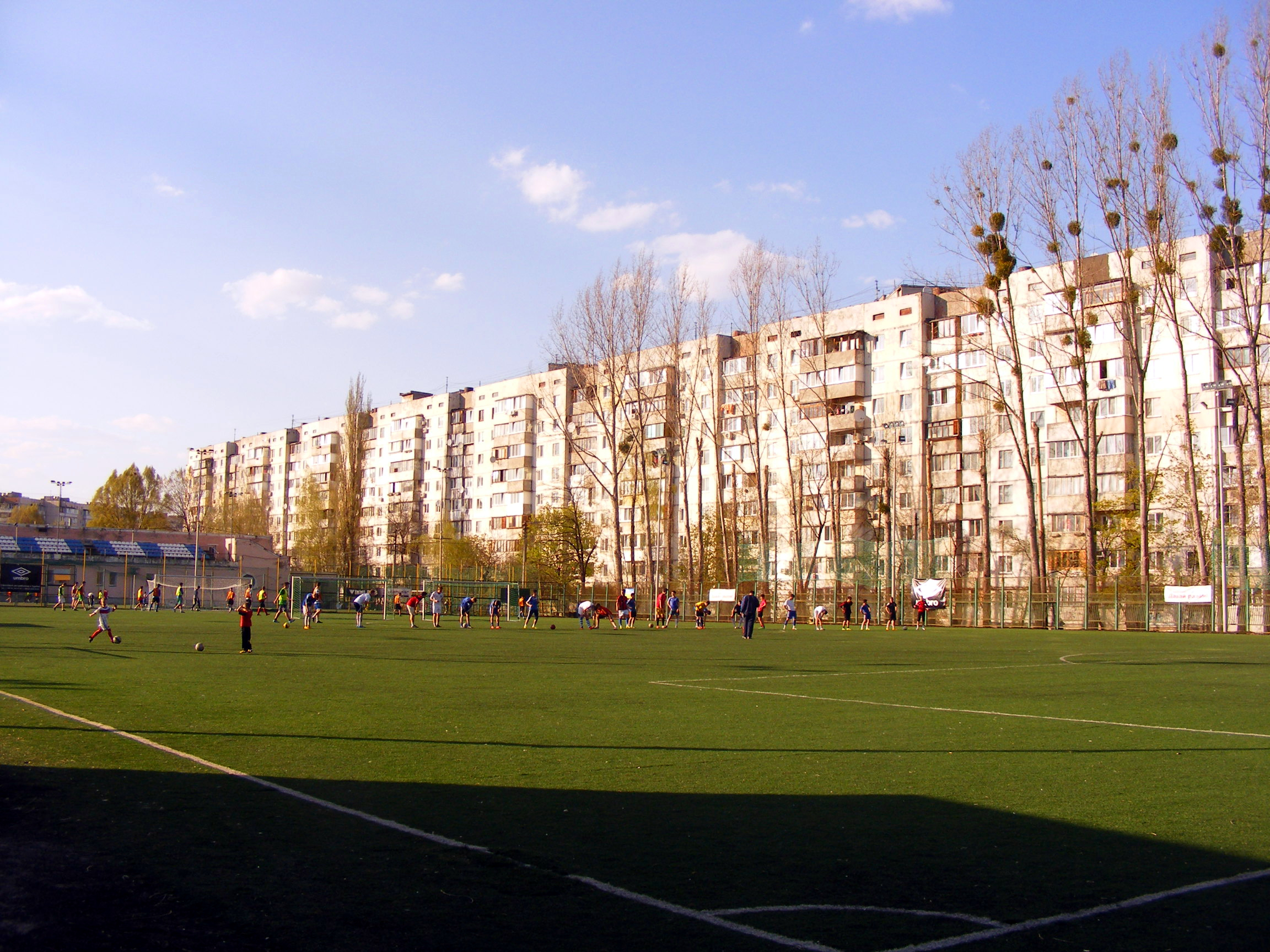
Стадіон ДЮСШ № 15